# دونالد اسلون (بسکتبال)
دونالد اسلون (انگلیسی: Donald Sloan؛ زادهٔ ۱۵ ژانویهٔ ۱۹۸۸) بازیکن بسکتبال اهل ایالات متحده آمریکا است. از باشگاه‌هایی که در آن بازی کرده‌است می‌توان به آتلانتا هاوکس، نیو اورلینز پلیکانز، ایندیانا پیسرز، بروکلین نتس، و کلیولند کاوالیرز اشاره کرد. وی در مسابقات کشوری و بین‌المللی در مجموع برندهٔ ۱ مدال برنز شده‌است.